# دان برينان
دان برينان هو لاعب هوكي الجليد كندي، ولد في 1 أكتوبر 1960 في دوسن كريك في كندا.

## وصلات خارجية
- دان برينان على موقع دوري الهوكي الوطني (الإنجليزية)
- دان برينان على موقع قاعة مشاهير الهوكي (لاعب أن.إتش.أل) (الإنجليزية)
- دان برينان على موقع EliteProspects.com (الإنجليزية)
- دان برينان على موقع HockeyDB.com (الإنجليزية)
- دان برينان على موقع Hockey-Reference.com (الإنجليزية)